# Mistrzostwa Afryki w Maratonie 1996
Mistrzostwa Afryki w Maratonie 1996 – zawody lekkoatletyczne rozegrane w południowoafrykańskim Soweto.

## Rezultaty

### Mężczyźni
| Konkurencja:  | 1. miejsce     | Rezultat | 2. miejsce        | Rezultat | 3. miejsce      | Rezultat |
| Indywidualnie | Adam Motlagale | 2:21:09  | Kalombo Mwenze    | 2:21:54  | Geoffrey Kinywa | 2:22:38  |
| Drużynowo     | Etiopia        | 18 pkt.  | Południowa Afryka | 24 pkt.  | Suazi           | 28 pkt.  |

### Kobiety
| Konkurencja:  | 1. miejsce     | Rezultat | 2. miejsce       | Rezultat | 3. miejsce  | Rezultat |
| Indywidualnie | Sarah Mokgotla | 2:56:53  | Pitso Mantokoane | 3:02:27  | Renée Scott | 3:05:39  |